# Calycogonium lima
Calycogonium lima là một loài thực vật có hoa trong họ Mua. Loài này được (DC.) Griseb. mô tả khoa học đầu tiên năm 1866.